# 脱虎脱
脱虎脱（？—1311年），中国元朝官员，又作脱脱。在《瓦撤夫史》中，他被描述为“تقتای پنجان از جرجه/tūqtāy pinjān az jurje（=女真脱虎脱平章）”，说明他是女真人。
1307年，元成宗驾崩，元武宗即位，以脱虎脱为中书省平章政事。后来改为江西行省平章政事，加太尉。九月，设立尚书省，分管财务，脱虎脱受命为尚书省臣下。领宣政院。1309年，任为尚书省左丞相，后来升右丞相，主持更定钞法。领卫率府事。1310年，下诏总治诸司庶务。加太师，录军国重事，封义国公。1311年，元仁宗即位，以脱虎脱“变乱旧章、流毒百姓”，将他论罪处死。

## 传記資料
- 《元史》武宗本纪
- 《新元史》卷一百九十九·列传第九十六

1. ↑  杉山正明. 大元ウルスの三大王国：カイシャンの奪権とその前後 (上) （页面存档备份，存于）. 京都大學文學部研究紀要』. 1995, (34),116頁